# منحنی امکانات تولید
منحنی امکانات تولید یک منحنی شناخته‌شده در علم اقتصاد است که یک مدل ساده از آن ارائه می‌دهد. این منحنی ترکیب‌های مختلف خروجی را که اقتصاد می‌تواند تولید کند مشخص می‌نماید. اگر فرض کنیم در یک نظام اقتصادی تنها دو کالای آ و ب تولید می‌شود و این دو کالا از همهٔ عوامل تولید استفادهٔ بهینه کنند، آنگاه منحنی امکانات تولید نشان‌دهندهٔ ترکیب‌های مختلفی خواهد بود که این دو کالا ممکن است تولید شوند؛ نقاط انتهایی این منحنی بیانگر شرایطی خواهد بود که تنها یکی از این دو کالا با صرف همهٔ منابع اقتصادی تولید می‌شود. در حالت عادی معمولاً نظام اقتصادی منابعش را برای تولید هر دو کالا تقسیم می‌کند. این منحنی نشان می‌دهد که با توجه به محدود بودن منابع تولید، رسیدن به هر میزانی از تولید در خروجی شدنی نیست و در عمل تنها می‌توان به ترکیب‌هایی از تولید این دو کالا که درون یا روی این منحنی هستند دست یافت. دست‌یابی به ترکیب‌هایی که نقاطشان خارج از منحنی قرار بگیرد ممکن نیست. نقاط روی منحنی نشان‌دهندهٔ نقاط بهینهٔ تولید هستند، یعنی نقاطی که در آن‌ها از همهٔ منابع موجود استفاده شده است؛ در نقاط بهینه، تولید هیچ یک از دو کالا بدون کاهش تولید کالای دیگر ممکن نخواهد بود که مفهوم هزینهٔ فرصت را می‌رساند. در نقاط نابهینه، میزان تولید از توانایی اقتصاد کمتر است؛ یکی از شرایطی که باعث بروز این حالت می‌شود بی‌کاری گسترده است. در این شرایط اگر عامل بی‌کفایتی به نوعی حذف شود، می‌توان تولید هر دو کالا را افزایش داد. هزینهٔ فرصت در هر نقطه از روی منحنی برابر است با شیب منحنی در آن نقطه؛ بنابراین از آنجایی که این منحنی خطی نیست، می‌توان نتیجه گرفت که هزینهٔ فرصت در اقتصاد عدد ثابتی نیست بلکه به میزان تولید کالاها بستگی دارد. اقتصاددانان معتقدند منحنی امکانات تولید اغلب شکلی کمان‌مانند دارند. شکل این منحنی ثابت نیست، برای نمونه با پیشرفت فناوری‌های مربوط به ساخت کالای آ، با در نظر گرفتن اینکه توانایی ساخت کالای ب تغییری نمی‌کند، باعث می‌شود نقاط منحنی از محور آ فاصله بگیرند، این فاصله‌گرفتن در نقاطی که نشان‌دهندهٔ تولید زیاد آ و تولید کم ب است، بیشتر، و در نقاطی که تولید آ کم بوده است کمتر خواهد بود و این تغییرشکل نشان‌دهندهٔ رشد اقتصاد است. اینکه در منحنی جدید نقطهٔ تولید در کجا قرار بگیرد بستگی به تمایل جامعه به استفاده از دو کالا خواهد داشت. منحنی امکانات تولید در عین سادگی، بیانگر چند اصل مهم اقتصادی است: محدودیت منابع، بهره‌وری، مبادله، هزینهٔ فرصت و رشد اقتصادی.

### کتابشناسی
- Mankiw, N. Gregory (2013). Principles of Macroeconomics (به انگلیسی). Cengage Learning.